# 峨山慈棹
峨山慈棹（がざんじとう、享保12年（1727年） - 寛政9年1月14日（1797年2月10日））は江戸時代中期の臨済宗妙心寺派の僧。白隠慧鶴の法嗣の一人で、弟子に隠山惟琰、卓洲胡僊があり現代に白隠禅を伝えた。

## 人物
享保12年（1727年）に陸奥国で生まれる。陸奥三春町高乾院の21世月船禅慧（本格浄妙禅師）の下で出家、その後豊後国万寿寺の虚霊祖応、日向国大光寺（現在の宮崎市）の翠岩従真や丹波国法常寺の大道文可など古月派の禅僧の許に参禅する。その後武蔵国東輝庵（現在の横浜市）に移った月船禅慧の下に戻り印可を得たが、齢三十を過ぎて浅草桃林寺で白隠慧鶴の碧巌録提唱を聞いて、その下に移った。四年間白隠により錬鍛され、その没後は兄弟子の東嶺円慈によって大事了畢した。その後、麟祥院住持となる。法嗣には隠山惟琰、卓洲胡僊のほか、愚谿宜恢、行応玄節や関堂玄哩などがいる。寛政9年（1797年）1月14日示寂。大方妙機禅師と諡された。